# Майстренко Владислав Сергійович
Владислав Сергійович Майстренко (нар. 20 листопада 1994, м. Бровари) — український лижник, біатлоніст. Майстер спорту України.

## Біографія
Майстренко Владислав Сергійович народився 20 листопада 1994 року у м. Бровари. У нього уроджена ампутація верхньої кінцівки нижче ліктьового суглоба. Спортом хлопець почав займатися із 7 років. Спершу це був футбол. Також брав участь у змаганнях із легкої атлетики Всеукраїнської Спартакіади «Повір у себе» серед дітей-інвалідів. З 15 років Владислав почав займатися лижними перегонами й біатлоном (тренер О. М. Неділько, пізніше А. А. Завєдєєв).
На Кубку світу 2012 року спортсмен здобув «бронзу» в естафеті. На Чемпіонаті світу 2013 року у м. Солефті (Швеція) зайняв 5 місце, а у фіналі Кубку світу 2013 року потрапив до вісімки найсильніших. На змаганнях у січні 2014 року у м. Оберстдорф (Німеччина) був десятим у лижних перегонах (довга дистанція, вільний стиль 20 км).